# Torre Mulinazzo
La Torre  Mulinazzo  è una torre di difesa costiera che faceva parte del sistema di Torri costiere della Sicilia, e si erge nella località di Punta del Mulinazzo che si trova all'interno dell'Aeroporto Falcone e Borsellino di Punta Raisi in provincia di Palermo ricadendo nel territorio comunale di Cinisi.

## Storia ed architettura
Fu costruita a partire dal 1552 secolo su ordine del viceré Juan de Vega, nel 1578 l'architetto reale Tiburzio Spannocchi nel corso della sua ricognizione la trovò incompiuta, di forma tronco conica e diede disposizione di sopraelevarla oltre il primo piano. Nel 1583 la torre fu pressoché completata, il basamento tronco conico fu inglobato nella nuova struttura tronco-piramidale, rientrando così nella classica tipologia delle torri progettate da Camillo Camilliani.
Nel 1584 la Deputazione del Regno decise di non costruire una scala in muratura per l'accesso al primo piano, e quindi non si completò il coronamento su mensoloni che correva su tutti e quattro i lati della torre. Nel parapetto si sarebbero dovuti aprire feritoie e varchi per l'artiglieria al centro in tutti i lati. Ovviamente sul lato terra si trovava la porta  che invece fu realizzata  con una caditoia a difesa che la sovrastava.
Il progetto concreto fu realizzato con solo due piattaforme aggettanti angolari in conci di tufo, tuttora esistenti anche se senza la relativa piattaforma nel frattempo crollata.
La torre è citata in varie fonti storiche ed archivistiche nel 1594, 1596, 1619, 1714.
Nel  1805 era ancora attiva per come si desume da una nota riportata nel registri della Deputazione del Regno in cui si cita che il caporale di guardia, indiziato di omicidio, fu arrestato da guardie del comune di Torretta.
Infine nel 1867 è ricompresa nell'elenco delle opere militari da dimettersi.

## Torri in collegamento visivo
Faceva parte del sistema difensivo di avvistamento di navigli saraceni ed era in collegamento visivo con la Torre Pozzillo e la Torre della Tonnara dell'Ursa, ad est, e con la Torre Alba di Terrasini, ad ovest. Inoltre in condizioni di ottima visibilità con la Torre Bennistra di Scopello e con Torre dell’Usciere presso San Vito Lo Capo sul lato ovest del Golfo di Castellammare, e con il Castello di Alcamo sul Monte Bonifato.

## Descrizione ed aspetto attuale
L'uso attuale in qualche modo riprende uno dei suoi vecchi utilizzi: le luci di segnalazione dell'aeroporto sono state poste sul culmine della terrazza. Una scala tubolare in ferro porta al primo piano composto da un unico ambiente quadrato di circa 5,80 metri per lato, la volta è a botte ed alta circa 5 metri. Sulla parete nord si trova un ampio camino con cornice in  pietra da intaglio, sulla parete sud insiste un armadio a muro di grande ampiezza, e sussistono tracce dei tubi in terracotta che portavano l'acqua del tetto alla sottostante cisterna. Per raggiungere il tetto esiste una malridotta scaletta in pietra incassata nei muri esterni, il parapetto della terrazza è quasi tutto crollato. La torre non è visitabile, infatti essa  fa parte del Demanio dello Stato, Ramo Aeronautica.